# Mistrzostwa Azerbejdżanu w piłce nożnej mężczyzn
Mistrzostwa Azerbejdżanu w piłce nożnej (azer. Azərbaycan Milli Futbol Çempionatı) – rozgrywki piłkarskie, prowadzone cyklicznie – corocznie lub co sezonowo (na przełomie dwóch lat kalendarzowych) – mające na celu wyłonienie najlepszej męskiej drużyny w Azerbejdżanie.

## Historia
Mistrzostwa Azerbejdżanu w piłce nożnej oficjalne rozgrywane są od 1992 roku. Obecnie rozgrywki odbywają się w wielopoziomowych ligach: Premyer Liqası, Birinci Divizionu, Həvəskarlar Liqası oraz niższych klasach regionalnych.
W 1905 roku powstał pierwszy azerski klub piłkarski, potem następne. Zespoły te reprezentowały przeważnie główne firmy naftowe w Baku. Wśród tych zespołów były: "Circle of Football Players of Surakhany", "Stela", "Friends of Sport", "Sportsman", "Congress", "Unitas", "Belaya", "Senturion", "Progress" itp. W 1911 roku po raz pierwszy rozegrane mecze o tytuł mistrza Baku na terenie Azerbejdżanu. Początkowo mistrzostwa miasta odbywały się w spontanicznym porozumieniu między kapitanami drużyn. W pierwszej edycji najsilniejszym został zespół British Club, a mistrzostwa trwały do rozpoczęcia rewolucji październikowej w 1917. W kwietniu 1920 Azerbejdżan został zajęty przez Armię Czerwoną. 28 kwietnia 1920 została utworzona Azerbejdżańska SRR, która była częścią państwa radzieckiego przed powstaniem ZSRR 30 grudnia 1922, w latach 1922–1936 razem z Gruzją i Armenią wchodziła w skład ZSRR jako część Zakaukaskiej Federacyjnej SRR, a 5 grudnia 1936 weszła w skład ZSRR bezpośrednio. Pierwszym klubem na terenie Azerbejdżańskiej SRR został İnşaatçısı Baku założony w 1931.
Pierwsza edycja mistrzostw Zakaukaskiej FSRR startowała w sezonie 1924, w której 3 drużyny z republik zakaukaskich walczyły o tytuł mistrza. Jednak w pierwszej edycji mistrz nie został wyłoniony. W kolejnych dwóch edycja 1926 i 1927 właśnie reprezentacja Azerbejdżańskiej SRR zdobyła mistrzostwo Zakaukaskiej FSRR. Następnie rozgrywki z przerwami organizowane były do 1935 roku. W 1934 po raz pierwszy startowały mistrzostwa wśród klubów. Potem od 1936 mistrzostwa Azerbejdżańskiej SRR rozgrywane spośród drużyn towarzystw sportowych pomiędzy azerskimi zespołami, które nie uczestniczyli w rozgrywkach Mistrzostw ZSRR. W sezonie 1941 mistrzostwa Azerbejdżańskiej SRR zostały zawieszone tak jak w końcu czerwca nastąpiła okupacja niemiecka. W 1944 ponownie startują mistrzostwa Azerbejdżańskiej SRR. W latach 1990–1991 mistrzem Azerbejdżańskiej SRR zostawał klub, który zwyciężał w Drugiej Ligie, strefie azerskiej Mistrzostw ZSRR. To nie były pełnowartościowe mistrzostwa tak jak najlepsze kluby kraju uczestniczyły w mistrzostwach ZSRR.
30 sierpnia 1991 – po puczu Janajewa Azerbejdżan ogłosił niepodległość, która została formalnie uznana dopiero 18 października 1991.
Po założeniu azerskiej federacji piłkarskiej – AFFA w 1992 roku, rozpoczął się proces zorganizowania pierwszych rozgrywek o mistrzostwo Azerbejdżanu. W sezonie 1992 startowała pierwsza edycja rozgrywek o mistrzostwo kraju. W Yüksək Liqa (Wyższa Liga) 26 drużyn walczyło systemem ligowym w dwóch grupach o tytuł mistrza kraju. W sezonie 2001/02 z powodu konfliktu między AFFA a klubami mistrzostwo zostało zawieszone, a wyniki nie zostały uwzględnione. UEFA nałożyła dwuletni zakaz w odpowiedzi na długotrwały konflikt między Federacją Azerbejdżanu a większością najlepszych klubów w kraju. Następny sezon 2002/03 również nie rozgrywano, a najlepsze kluby uniemożliwiły ich graczom grę dla reprezentacji narodowej. Dopiero w sezonie 2003/04 rozgrywki o mistrzostwo kraju zostały wznowione.
W 2007 utworzono zawodową ligę piłkarską w Azerbejdżanie (AFL - Azərbaycan Premyer Liqası). Rozgrywki zawodowej Premyer Liqası zainaugurowano w sezonie 2007/08.

## Mistrzowie i pozostali medaliści
Nieoficjalne

### Mistrzostwa Baku
| 1911–1917 | Imperium Rosyjskiego |

| Sezon                                                                | K | K | T | Mistrz                    | Wicemistrz | III miejsce | Br. | Król strzelców | Uwagi    |
| Mistrzostwa Baku w piłce nożnej (azer. Bakı Milli Futbol Çempionatı) |   |   |   |                           |            |             |     |                |          |
| 1911                                                                 |   |   | 1 | British Club Baku         | ?          | ?           | ?   | ?              | ? klubów |
| 1912                                                                 |   |   | 2 | British Club Baku         | ?          | ?           | ?   | ?              | ? klubów |
| 1913                                                                 |   |   | 1 | İdmançı Baku              | ?          | ?           | ?   | ?              | ? klubów |
| 1914                                                                 |   |   | 3 | İdmançı Baku              | ?          | ?           | ?   | ?              | ? klubów |
| 1915                                                                 |   |   | 3 | İdmançı Baku              | ?          | ?           | ?   | ?              | ? klubów |
| 1916                                                                 |   |   | 1 | Balaxanı Futbol Cəmiyyəti | ?          | ?           | ?   | ?              | ? klubów |
| 1917                                                                 |   |   | 1 | Sokol Baku                | ?          | ?           | ?   | ?              | ? klubów |

### Mistrzostwa Zakaukaskiej FSRR oraz Azerbejdżańskiej SRR
| 1922–1991 | Mistrzostwa ZSRR |

| Sezon | K | K | T | Mistrz                     | Wicemistrz                 | III miejsce                | Br. | Król strzelców | Uwagi                                      |
| Mistrzostwa Zakaukaskiej FSRR w piłce nożnej (ros. Чемпионат Закавказской СФСР по футболу)                                        |   |   |   |                            |                            |                            |     |                |                                            |
| 1924 |   |   |   |                            |                            |                            |     |                | nie wyłoniono, 3 drużyny                   |
| 1925 |   |   |   |                            |                            |                            |     |                | nie rozgrywano                             |
| 1926 |   |   | 1 | Azerbejdżańska SRR         | ?                          | ?                          | ?   | ?              | 3 drużyny                                  |
| 1927 |   |   | 2 | Azerbejdżańska SRR         | ?                          | ?                          | ?   | ?              | 3 drużyny                                  |
| Mistrzostwa Azerbejdżańskiej SRR Zakaukaskiej FSRR w piłce nożnej (azer. Azərbaycan SSR Zaqafqaziya SFSR Milli Futbol Çempionatı) |   |   |   |                            |                            |                            |     |                |                                            |
| 1928 |   |   | 1 | Proqres-2 Baku             | ?                          | ?                          | ?   | ?              | ? klubów                                   |
| 1929–1933 |   |   |   |                            |                            |                            |     |                | nie rozgrywano                             |
| 1934 |   |   | 1 | Həmkarlar İttifaqı Baku    | ?                          | ?                          | ?   | ?              | ? klubów                                   |
| 1935 |   |   | 1 | Cənub İnşaatçısı Baku      | Temp Kirowabad             | ?                          | ?   | ?              | ? klubów                                   |
| 1936 |   |   | 2 | Cənub İnşaatçısı Baku      | ?                          | ?                          | ?   | ?              | ? klubów                                   |
| Mistrzostwa Azerbejdżańskiej SRR w piłce nożnej (azer. Azərbaycan SSR Milli Futbol Çempionatı)                                    |   |   |   |                            |                            |                            |     |                |                                            |
| 1937 |   |   | 1 | Lokomotiv Baku             | ?                          | ?                          | ?   | ?              | ? klubów                                   |
| 1938 |   |   | 2 | Lokomotiv Baku             | NKAO Stepanakert           | Temp Kirowabad             | ?   | ?              | ? klubów                                   |
| 1939 |   |   | 3 | Lokomotiv Baku             | ?                          | ?                          | ?   | ?              | ? klubów                                   |
| 1940 |   |   | 4 | Lokomotiv Baku             | ?                          | ?                          | ?   | ?              | ? klubów                                   |
| 1941–1943 |   |   |   |                            |                            |                            |     |                | nie rozgrywano z powodu II wojny światowej |
| 1944 |   |   | 1 | Dinamo Baku                | Dinamo Kirovabad           | ?                          | ?   | ?              | ? klubów                                   |
| 1945 |   |   | 1 | Neftyannik Baku            | NKAO Stepanakert           | Potrebkooperaçı Baku       | ?   | ?              | ? klubów                                   |
| 1946 |   |   | 5 | Lokomotiv Baku             | KKF Baku                   | Spartak Tovuz              | ?   | ?              | ? klubów                                   |
| 1947 |   |   | 1 | Əmək ehtiyatları Baku      | Pişçevik Baku              | KKF Baku                   | ?   | ?              | ? klubów                                   |
| 1948 |   |   | 1 | KKF Baku                   | Əmək ehtiyatları Baku      | Qırmızı Bayraq Stepanakert | ?   | ?              | ? klubów                                   |
| 1949 |   |   | 2 | KKF Baku                   | Dinamo Kirovabad           | Qırmızı Bayraq Stepanakert | ?   | ?              | ? klubów                                   |
| 1950 |   |   | 1 | Bolşevik Baku              | KKF Baku                   | Dinamo Stepanakert         | ?   | ?              | ? klubów                                   |
| 1951 |   |   | 1 | Orconikidzeneft Baku       | Nauka Kirovabad            | Qırmızı Bayraq Stepanakert | ?   | ?              | ? klubów                                   |
| 1952 |   |   | 2 | Orconikidzeneft Baku       | BODO Baku                  | Dinamo Stpenakert          | ?   | ?              | ? klubów                                   |
| 1953 |   |   | 3 | Orconikidzeneft Baku       | Dinamo Baku                | Iskra Quba                 | ?   | ?              | ? klubów                                   |
| 1954 |   |   | 1 | Budyonnı adına zavodu Baku | KKF Baku                   | Orconikidzeneft Baku       | ?   | ?              | ? klubów                                   |
| 1955 |   |   | 4 | Orconikidzeneft Baku       | Budyonnı adına zavodu Baku | BODO Baku                  | ?   | ?              | ? klubów                                   |
| 1956 |   |   | 5 | NPU Orconikidzeneft Baku   | BODO Baku                  | Budyonnı adına zavodu Baku | ?   | ?              | ? klubów                                   |
| 1957 |   |   | 6 | NPU Orconikidzeneft Baku   | BODO Baku                  | Spartak Kirovabad          | ?   | ?              | ? klubów                                   |
| 1958 |   |   | 7 | NPU Orconikidzeneft Baku   | Burevestnik Baku           | ZBI zavodu Sumgait         | ?   | ?              | ? klubów                                   |
| 1959 |   |   | 1 | Bakı yığması               | Naxçıvan yığması           | Kirovabad yığması          | ?   | ?              | turniej na Spartakiadę, ? klubów           |
| 1960 |   |   | 3 | OİK Baku                   | Neftyannik Quba            | Boru prokat zavodu Sumgait | ?   | ?              | ? klubów                                   |
| 1961 |   |   | 1 | Spartak Quba               | OİK Baku                   | NKAO Stepanakert           | ?   | ?              | ? klubów                                   |
| 1962 |   |   | 4 | OİK Baku                   | Orconikidzeneft Baku       | Boru prokat zavodu Sumgait | ?   | ?              | ? klubów                                   |
| 1963 |   |   | 1 | Araz Baku                  | Orconikidzeneft Baku       | Dinamo Zaqatala            | ?   | ?              | ? klubów                                   |
| 1964 |   |   | 1 | Polad Sumgait              | Araz Baku                  | Dinamo Baku                | ?   | ?              | ? klubów                                   |
| 1965 |   |   | 1 | Vostok Baku                | OİK Baku                   | Orconikidzeneft Baku       | ?   | ?              | ? klubów                                   |
| 1966 |   |   | 2 | Vostok Baku                | NKAO Stepanakert           | Burevestnik Baku           | ?   | ?              | ? klubów                                   |
| 1967 |   |   | 2 | Araz Baku                  | OİK Baku                   | Taksopark Baku             | ?   | ?              | ? klubów                                   |
| 1968 |   |   | 5 | OİK Baku                   | Apseron Xırdalan           | Dinamo Baku                | ?   | ?              | ? klubów                                   |
| 1969 |   |   | 3 | Araz Baku                  | Qarabağ Ağdam              | Suraxanılı Baku            | ?   | ?              | ? klubów                                   |
| 1970 |   |   | 6 | OİK Baku                   | Suraxanılı Baku            | Kimyaçı Salyan             | ?   | ?              | ? klubów                                   |
| 1971 |   |   | 1 | Kimyaçı Salyan             | Suraxanılı Baku            | Araz Baku                  | ?   | ?              | ? klubów                                   |
| 1972 |   |   | 8 | Suraxanılı Baku            | Kimyaçı Salyan             | Araz Baku                  | ?   | ?              | ? klubów                                   |
| 1973 |   |   | 4 | Araz Baku                  | SKIF Baku                  | AzSHi Baku                 | ?   | ?              | ? klubów                                   |
| 1974 |   |   | 5 | Araz Baku                  | SKIF Baku                  | Lokomotiv Kirovabad        | ?   | ?              | ? klubów                                   |
| 1975 |   |   | 6 | Araz Baku                  | Suraxanılı Baku            | SKIF Baku                  | ?   | ?              | ? klubów                                   |
| 1976 |   |   | 7 | Araz Baku                  | OİK Baku                   | Suraxanılı Baku            | ?   | ?              | ? klubów                                   |
| 1977 |   |   | 1 | Qarabağ Xankəndi FK        | Meliorator İmişli          | Xəzər Lenkoran             | ?   | ?              | ? klubów                                   |
| 1978 |   |   | 1 | SKIF Baku                  | Araz Baku                  | Suraxanılı Baku            | ?   | ?              | ? klubów                                   |
| 1979 |   |   | 7 | OİK Bakı                   | SKIF Baku                  | NBNZ Baku                  | ?   | ?              | ? klubów                                   |
| 1980 |   |   | 1 | Energetik Əli-Bayramlı     | Damdzily Qazax             | NBNZ Baku                  | ?   | ?              | ? klubów                                   |
| 1981 |   |   | 1 | Gənclik Baku               | Toxucu Baku                | Safag Ağdam                | ?   | ?              | ? klubów                                   |
| 1982 |   |   | 1 | Toxucu Baku                | Gənclik Baku               | Metallurgist Kirovabad     | ?   | ?              | ? klubów                                   |
| 1983 |   |   | 1 | Termist Baku               | Toxucu Baku                | Metallurgist Kirovabad     | ?   | ?              | ? klubów                                   |
| 1984 |   |   | 2 | Termist Baku               | Pambıgçı Bərdə             | İnşaatçı Sabirabad         | ?   | ?              | ? klubów                                   |
| 1985 |   |   | 2 | Xəzər Sumgait              | Şahdağ Qusar               | Viləş Masallı              | ?   | ?              | ? klubów                                   |
| 1986 |   |   | 1 | Göyəzən Qazax              | FK Şəmkir                  | Xəzər Sumgait              | ?   | ?              | ? klubów                                   |
| 1987 |   |   | 1 | Araz Nachiczewan           | Pambıgçı Bərdə             | İnşaatçı Sabirabad         | ?   | ?              | ? klubów                                   |
| 1988 |   |   | 1 | Qarabağ Ağdam              | Pambıgçı Bərdə             | İnşaatçı Sabirabad         | ?   | ?              | ? klubów                                   |
| 1989 |   |   | 1 | İnşaatçı Sabirabad         | İnşaatçı Baku              | Araz Nachiczewan           | ?   | ?              | ? klubów                                   |
| 1990 |   |   | 2 | Qarabağ Ağdam              | Xəzər Sumgait              | Araz Nachiczewan           | ?   | ?              | ? klubów                                   |
| 1991 |   |   | 3 | Xəzər Sumgait              | İnşaatçı Baku              | Avtomobilçi Yevlax         | ?   | ?              | ? klubów                                   |

Oficjalne

### Mistrzostwa Azerbejdżanu
| Sezon   | K | K | T  | Mistrz         | Wicemistrz         | III miejsce        | Br. | Król strzelców | Uwagi                                                                       |
| 1992    |   |   | 1  | Neftçi Baku    | Xəzər Sumgait      | Turan Tovuz        | 39  | Nazim Əliyev (Xəzər Sumgait)                                                                                             | 25 klubów, 2 rundy                                                          |
| 1993    |   |   | 1  | Qarabağ Ağdam  | Xəzər Sumgait      | Turan Tovuz        | 16  | Samir Ələkbərov (Neftçi Baku)                                                                                            | 2 grupy po 10 klubów, sys.puch.                                             |
| 1993/94 |   |   | 1  | Turan Tovuz    | Qarabağ Ağdam      | Kapaz Gəncə        | 35  | Musa Qurbanov (Turan Tovuz)                                                                                              | 16 klubów                                                                   |
| 1994/95 |   |   | 1  | Kapaz Gəncə    | Turan Tovuz        | Neftçi Baku        | 27  | Nazim Əliyev (Neftçi Baku)                                                                                               | 13 klubów                                                                   |
| 1995/96 |   |   | 2  | Neftçi Baku    | Xəzri Buzovna Baku | Kapaz Gəncə        | 23  | Nazim Əliyev (Neftçi PFK/Qarabağ)                                                                                        | 11 klubów, 2 rundy                                                          |
| 1996/97 |   |   | 3  | Neftçi Baku    | Qarabağ Ağdam      | Xəzri Buzovna Baku | 25  | Qurban Qurbanov (Neftçi Baku)                                                                                            | 16 klubów                                                                   |
| 1997/98 |   |   | 2  | Kapaz Gəncə    | FK Baku            | FK Şəmkir          | 23  | Nazim Əliyev (FK Baku)                                                                                                   | 15 klubów                                                                   |
| 1998/99 |   |   | 3  | Kapaz Gəncə    | FK Şəmkir          | Neftçi Baku        | 24  | Alay Bəhramov (Viləş Masallı)                                                                                            | 14 klubów, 2 rundy                                                          |
| 1999/00 |   |   | 1  | FK Şəmkir      | Kapaz Gəncə        | Neftçi Baku        | 16  | Badri Kwaracchelia (FK Şəmkir)                                                                                           | 12 klubów                                                                   |
| 2000/01 |   |   | 2  | FK Şəmkir      | Neftçi Baku        | Viləş Masallı      | 12  | Paşa Əliyev (Bakılı Baku)                                                                                                | 11 klubów                                                                   |
| 2001/02 |   |   | 3  | FK Şəmkir      | Neftçi Baku        | Qarabağ Ağdam      | 14  | Kənan Kərimov (FK Gəncə Dmitrij Kudinow (Qarabağ Ağdam)                                                                  | Rozgrywki zawieszone, a wyniki nie zostały uwzględnione. 12 klubów, 2 rundy |
| 2002/03 |   |   |    |                |                    |                    |     | | nie rozgrywano                                                              |
| 2003/04 |   |   | 4  | Neftçi Baku    | FK Şəmkir          | Qarabağ Ağdam      | 20  | Samir Musayev (Qarabağ Ağdam)                                                                                            | 15 klubów                                                                   |
| 2004/05 |   |   | 5  | Neftçi Baku    | Xəzər Lenkoran     | Karvan Yevlax      | 21  | Zaur Ramazanov (Karvan Yevlax)                                                                                           | 18 klubów                                                                   |
| 2005/06 |   |   | 1  | FK Baku        | Karvan Yevlax      | Neftçi Baku        | 16  | Yacouba Bamba (Karvan Yevlax)                                                                                            | 14 klubów                                                                   |
| 2006/07 |   |   | 1  | Xəzər Lenkoran | Neftçi Baku        | FK Baku            | 20  | Zaur Ramazanov (Xəzər Lenkoran)                                                                                          | 14 klubów                                                                   |
| 2007/08 |   |   | 1  | İnter Baku     | Olimpik Baku       | Neftçi Baku        | 19  | Khagani Mammadov (İnter Baku)                                                                                            | 14 klubów                                                                   |
| 2008/09 |   |   | 1  | FK Baku        | İnter Baku         | Simurq Zaqatala    | 17  | Walter Guglielmone (İnter Baku)                                                                                          | 14 klubów                                                                   |
| 2009/10 |   |   | 2  | İnter Baku     | FK Baku            | Qarabağ Ağdam      | 16  | Fərid Quliyev (Standard Baku)                                                                                            | 12 klubów, 2 rundy                                                          |
| 2010/11 |   |   | 6  | Neftçi Baku    | Xəzər Lenkoran     | Qarabağ Ağdam      | 18  | Giorgi Adamia (Qarabağ Ağdam)                                                                                            | 12 klubów, 2 rundy                                                          |
| 2011/12 |   |   | 7  | Neftçi Baku    | Xəzər Lenkoran     | İnter Baku         | 16  | Bahodir Nasimov (Neftçi Baku)                                                                                            | 12 klubów, 2 rundy                                                          |
| 2012/13 |   |   | 8  | Neftçi Baku    | Qarabağ Ağdam      | İnter Baku         | 26  | Nicolás Canales (Neftçi Baku)                                                                                            | 12 klubów, 2 rundy                                                          |
| 2013/14 |   |   | 2  | Qarabağ Ağdam  | İnter Baku         | FK Qəbələ          | 22  | Reynaldo dos Santos Silva (Qarabağ Ağdam)                                                                                | 10 klubów                                                                   |
| 2014/15 |   |   | 3  | Qarabağ Ağdam  | İnter Baku         | FK Qəbələ          | 15  | Nurlan Novruzov (FK Baku)                                                                                                | 9 klubów                                                                    |
| 2015/16 |   |   | 4  | Qarabağ Ağdam  | Zirə Baku          | FK Qəbələ          | 15  | Dani Quintana (Qarabağ Ağdam)                                                                                            | 10 klubów                                                                   |
| 2016/17 |   |   | 5  | Qarabağ Ağdam  | FK Qəbələ          | İnter Baku         | 11  | Filip Ozobić (FK Qəbələ) Rauf Əliyev (İnter Baku)                                                                        | 8 klubów                                                                    |
| 2017/18 |   |   | 6  | Qarabağ Ağdam  | FK Qəbələ          | Neftçi Baku        | 13  | Bagaliy Dabo (FK Qəbələ)                                                                                                 | 8 klubów                                                                    |
| 2018/19 |   |   | 7  | Qarabağ Ağdam  | Neftçi Baku        | Səbail Baku        | 16  | Mahir Emreli (Qarabağ Ağdam)                                                                                             | 8 klubów                                                                    |
| 2019/20 |   |   | 8  | Qarabağ Ağdam  | Neftçi Baku        | Keşlə Baku         | 7   | Peyman Babaei (Sumqayıt FK) Bagaliy Dabo (Neftçi Baku) Mahir Emreli (Qarabağ Ağdam) Steeven Joseph-Monrose (Neftçi Baku) | 8 klubów                                                                    |
| 2020/21 |   |   | 9  | Neftçi Baku    | Qarabağ Ağdam      | Sumqayıt FK        | 19  | Namiq Ələsgərov (Neftçi Baku)                                                                                            | 8 klubów                                                                    |
| 2021/22 |   |   | 9  | Qarabağ Ağdam  | Neftçi Baku        | Zirə Baku          | 12  | Kady (Qarabağ Ağdam) | 8 klubów                                                                    |
| 2022/23 |   |   | 10 | Qarabağ Ağdam  | Sabah Baku         | Neftçi Baku        | 22  | Ramil Szejdajew (Qarabağ Ağdam)                                                                                          | 10 klubów                                                                   |
| 2023/24 |   |   | 11 | Qarabağ Ağdam  | Zirə Baku          | Sabah Baku         | 20  | Juninho (Qarabağ Ağdam)                                                                                                  | 10 klubów                                                                   |
| 2024/25 |   |   | 12 | Qarabağ Ağdam  | Zirə Baku          | Araz Nachiczewan   | 15  | Leandro Andrade (Leandro Andrade)                                                                                        | 10 klubów                                                                   |

## Statystyka

### Klasyfikacja według klubów
W dotychczasowej historii Mistrzostw Azerbejdżanu na podium oficjalnie stawało w sumie 20 drużyn. Liderem klasyfikacji jest Qarabağ Ağdam, który zdobył 12 tytułów mistrzowskich.
Stan na po sezonie 2023/2024.
| Lp. | Klub               | Miejsca na podium | Miejsca na podium | Miejsca na podium | Zwycięskie sezony                                                            |   |   | |
| --- | ------------------ | ----------------- | ----------------- | ----------------- | ---------------------------------------------------------------------------- | - | - | --- |
| Lp. | Klub               | 1.                | Qarabağ Ağdam     | 12                | Zwycięskie sezony                                                            | 4 | 3 | 1993, 2013/14, 2014/15, 2015/16, 2016/17, 2017/18, 2018/19, 2019/20, 2021/22, 2022/23, 2023/24, 2024/25 |
| 2.  | Neftçi Baku        | 9                 | 5                 | 7                 | 1992, 1995/96, 1996/97, 2003/04, 2004/05, 2010/11, 2011/12, 2012/13, 2020/21 |   |   | |
| 3.  | Kapaz Gəncə        | 3                 | 1                 | 2                 | 1994/95, 1997/98, 1998/99                                                    |   |   | |
| 4.  | Keşlə Baku         | 2                 | 3                 | 4                 | 2007/08, 2009/10                                                             |   |   | |
| 5.  | FK Baku            | 2                 | 2                 | 1                 | 2005/06, 2008/09                                                             |   |   | |
| 5.  | FK Şəmkir          | 2                 | 2                 | 1                 | 1999/00, 2000/01, 2001/02                                                    |   |   | |
| 7.  | Xəzər Lenkoran     | 1                 | 3                 | 0                 | 2006/07                                                                      |   |   | |
| 8.  | Turan Tovuz        | 1                 | 1                 | 2                 | 1993/94                                                                      |   |   | |
| 9.  | Zirə Baku          | 0                 | 3                 | 1                 |                                                                              |   |   | |
| 10. | FK Qəbələ          | 0                 | 2                 | 3                 |                                                                              |   |   | |
| 11. | Xəzər Sumgait      | 0                 | 2                 | 0                 |                                                                              |   |   | |
| 12. | Karvan Yevlax      | 0                 | 1                 | 1                 |                                                                              |   |   | |
| 12. | Xəzri Buzovna Baku | 0                 | 1                 | 1                 |                                                                              |   |   | |
| 14. | Olimpik Baku       | 0                 | 1                 | 0                 |                                                                              |   |   | |
| 14. | Sabah Baku         | 0                 | 1                 | 2                 |                                                                              |   |   | |
| 16. | Səbail Baku        | 0                 | 0                 | 1                 |                                                                              |   |   | |
| 16. | Simurq Zaqatala    | 0                 | 0                 | 1                 |                                                                              |   |   | |
| 16. | Sumqayıt FK        | 0                 | 0                 | 1                 |                                                                              |   |   | |
| 16. | Viləş Masallı      | 0                 | 0                 | 1                 |                                                                              |   |   | |
| 16. | Araz Nachiczewan   | 0                 | 0                 | 1                 |                                                                              |   |   | |

### Klasyfikacja według miast
Stan na po sezonie 2024/2025.
| Miasto   | Liczba tytułów | Kluby                                        |
| -------- | -------------- | -------------------------------------------- |
| Baku     | 13             | Neftçi Baku (9), İnter Baku (2), FK Baku (2) |
| Ağdam    | 12             | Qarabağ Ağdam (12)                           |
| Gandża   | 3              | Kapaz Gəncə (3)                              |
| Şəmkir   | 2              | FK Şəmkir (2)                                |
| Lenkoran | 1              | Xəzər Lenkoran (1)                           |
| Tovuz    | 1              | Turan Tovuz (1)                              |

## Uczestnicy
Są 59 zespołów, które wzięli udział w 33 sezonach Mistrzostw Azerbejdżanu, które były prowadzone od 1992 aż do sezonu 2024/25 łącznie. Tylko Neftçi Baku i Qarabağ Ağdam były zawsze obecne w każdej edycji.
Pogrubione zespoły biorące udział w sezonie 2024/25.
- 33 razy: Neftçi Baku, Qarabağ Ağdam
- 24 razy: Şamaxı Baku, Turan Tovuz
- 23 razy: Kəpəz Gəncə
- 18 razy: FK Baku, FK Qəbələ
- 16 razy: Xəzər Lenkoran
- 14 razy: Sumqayıt FK
- 12 razy: AZAL Baku,
- 11 razy: MOİK Bakı, Viləş Masallı
- 10 razy: Zirə Baku
- 9 razy: Şahdağ Qusar, FK Şəmkir, Simurq Zaqatala, Xəzər Sumgait
- 8 razy: ANS Pivani Baku, Səbail Baku
- 7 razy: Energetik Mingeczaur, Sabah Baku
- 6 razy: Karvan Yevlax, Qarabağ Bərdə, Şəfa Baku
- 5 razy: Bakılı Baku
- 4 razy: Araz Nachiczewan, Gənclərbirliyi Sumgait, İnşaatçı Baku, Rəvan Baku, Xəzri Buzovna Baku
- 3 razy: Azəri Baku, Göyəzən Qazax, Kürmük Qax, MKT-Araz İmişli, Mughan Salyan, Pambıqçı Neftçala, Standard Sumgait
- 2 razy: Avey Ağstafa, Avtomobilçi Yevlax, Ədliyyə Baku, Azneftyağ Baku, Daşqın Zaqatala, İnşaatçı Sabirabad, Ümid Cəlilabad
- 1 raz: ABN Bərdə, Boz Qurd Samux, Çıraqqala Siyəzən, Energetik Əli-Bayramlı, Fərid Baku, Karat Baku, Lokomotiv İmişli, Neftegaz Baku, Plastik Salyan,  Azerbejdżan U-18, Şahdağ Quba, Şirvan Kürdəmir, Şirvan Şamaxı, Təfəkkür Universiteti Baku.

Uwagi:
- klub Gənclik Navahı w sezonie 1992 startował w grupie A Yüksək Liqa, ale po 8.kolejkach zrezygnował z dalszych rozgrywek i został zdyskwalifikowany, wszystkie dotychczasowe wyniki zostały anulowane, a przyznane wszystkim przeciwnikom walkowery (+:-).
- klub Xəzri Buzovna Baku w sezonie 1997/1998 startował w Yüksək Liqa, ale po 8.kolejkach zrezygnował z dalszych rozgrywek i został zamieniony na reprezentację Azerbejdżanu U-18 (az. U-18 Milli komandasi), która kontynuowała rozgrywki.
- 6 kwietnia 2022 Keşlə Baku przyjąła nazwę Şamaxı Baku[3]